# Stone Mountain (plaats in Georgia)
Stone Mountain is een plaats (city) in de Amerikaanse staat Georgia, en valt bestuurlijk gezien onder DeKalb County.

## Demografie
Bij de volkstelling in 2000 werd het aantal inwoners vastgesteld op 7145.
In 2006 is het aantal inwoners door het United States Census Bureau geschat op 7522, een stijging van 377 (5,3%).

## Geografie
Volgens het United States Census Bureau beslaat de plaats een oppervlakte van
4,2 km², geheel bestaande uit land. Stone Mountain ligt op ongeveer 304 m boven zeeniveau.
In de plaats ligt de berg Stone Mountain.

## Plaatsen in de nabije omgeving
De onderstaande figuur toont nabijgelegen plaatsen in een straal van 12 km rond Stone Mountain.